# 托雷斯·奥比斯帕多大樓
托雷斯·奥比斯帕多大樓（西班牙語：Torres Obispado）或稱為主教塔，是位於墨西哥新萊昂州蒙特雷的一座複合型摩天大樓群，由一座名為「托雷斯一號樓」的305.3公尺混合用途超高層摩天大樓，以及一座名為「托雷斯二號樓」的156公尺住宅摩天大樓所組成。
2020年，當建築物的全數完工後，一號樓取代智利的大聖地牙哥塔成為拉丁美洲最高的摩天大樓，也是墨西哥第一座超過300公尺（1,000 英尺）高度的摩天大樓，目前也是北美洲第25高的摩天大樓。作為混合用途項目，該建築獲得了可持續建築的LEED金牌認證。

## 描述

### 托雷斯一號樓
一號樓為建築群的混合用途樓，共為64層層樓建築，除了其中8層樓設有希爾頓花園酒店，擁有176間客房外，也設有著餐廳、42個辦公空間和住宅等單位進駐。此外在周遭區域設有一個大型商業區以及一個商務中心。美國公司WeWork則進駐該建築物的9層樓。

### 托雷斯二號樓
二號樓為建築群最矮的高樓，主要作為住宅使用。該建築物的空間共包括175套公寓、12套住宅和4套頂層公寓；擁有高達315平方公尺的公寓、游泳池、空中健身房、空中休息室和酒吧等設施。

## 外部連結
维基共享资源上的相關多媒體資源：托雷斯·奥比斯帕多大樓
- Torres Obispado: T.O.P （页面存档备份，存于）